# 국도 제47호선
국도 제47호선 (안산 ~ 김화선, 國道第四十七號 安山金化線)은 경기도 안산시 상록구 사사동 양촌 나들목에서 강원특별자치도 철원군 김화읍 학사리 김화교차로를 잇는 대한민국의 일반 국도이다.

## 연혁
- 1981년 3월 14일 : 국도 제47호선 반월 ~ 금화선 신설[1]
- 1981년 4월 6일 : 국도로 승격된 화성군 반월면 진건리 ~ 포천군 이동면 도평리 89.9km 구간 개통[2]
- 1981년 4월 13일 : 국도로 승격된 철원군 군서면 자등리 ~ 금화읍 학사리 15km 구간 개통[3]
- 1981년 5월 30일 : 대통령령 제10247호 일반국도노선지정령 개정에 따라 신설된 132km 구간으로 도로구역 결정[4]
- 1988년 4월 22일 : 기존 지정 구간인 화성군 반월면 건건리 ~ 대야미리 3km 구간, 시흥군 군포읍 금정리 ~ 안양시 호계동 1.15km 구간 폐지[5][6]
- 1993년 4월 13일 : 철원군 서면 자등리 360m 구간 개통[7]
- 1996년 7월 1일 : 종점을 '강원도 철원군 금화읍'에서 '강원도 철원군 김화읍'으로 변경함. 이에 따라 '화성 ~ 철원선'이 됨. 서울특별시 구간 노선 변경.[8]

| 개정 이전 | 개정 이후                                   |
| 주요 통과지 | 주요 통과지                                 |
| --- | ------------------------------------------- |
| 경기도 과천시 | 경기도 과천시                               |
| 경기도 과천시 | 서울특별시 서초구                           |
| 경기도 과천시 | 경기도 과천시                               |
| 서울특별시 관악구 남태령 사당동 · 남부순환도로, 강남구 대치동, 영동대교, 성동구 화양동, 동대문구 면목동 · 망우동 · 신내동 | 서울특별시 서초구, 강남구, 영동대교, 성동구 |

- 1997년 6월 30일 : 퇴계원 ~ 진접간 도로(구리시 갈매동 ~ 남양주시 진접읍 장현리) 15km 구간 개통 및 기존 구리시 갈매동 ~ 남양주시 진접읍 내곡리 4.65km 구간, 남양주시 진접읍 내곡리 380m 구간, 남양주시 진접읍 내각리 1.1km 구간, 남양주시 진접읍 장현리 2.1km 구간 폐지[9]
- 1997년 12월 31일 : 남양주시 진접읍 장현리 ~ 팔야리 3.5km 구간 개통 및 기존 1.5km 구간 폐지, 포천군 내촌면 음현리 1.8km 구간 개통 및 기존 700m 구간 폐지, 포천군 내촌면 내리 ~ 신팔리 7.8km 구간 개통 및 기존 1.57km 구간 폐지[10]
- 1999년 8월 31일 : 반월 ~ 수원시계간 도로(안산시 시사동 ~ 군포시 대야미동) 3.31km 구간 확장 개통[11]
- 1999년 12월 31일 : 진접 ~ 신팔간 도로(남양주시 진접읍 팔야리 ~ 포천군 내촌면 신팔리) 4.5km 구간 확장 개통, 기존 100m 구간 폐지[12]
- 2001년 8월 25일 : 기점을 '경기도 화성군 반월면'에서 '경기도 안산시'로 변경함. 이에 따라 '안산 ~ 철원선'이 됨.[13]
- 2003년 12월 30일 : 신팔 ~ 일동간 도로 (포천시 내촌면 신팔리 ~ 일동면 기산리) 12km 구간 확장 개통[14]
- 2006년 9월 30일 : 일동 ~ 이동간 도로(포천시 일동면 기산리 ~ 이동면 도평리) 16.96km 구간 확장 개통[15], 기존 16.8km 구간 폐지[16]
- 2011년 12월 12일 : 퇴계원 ~ 진접간 도로 중 퇴계원 나들목 ~ 구 진관 나들목(구리시 사노동 ~ 남양주시 진건읍 진관리) 3.0km 구간 확장 개통[17]
- 2012년 6월 29일 : 퇴계원 나들목 연결도로(구리시 사노동 ~ 남양주시 별내면 화접리) 5.4km 구간 개통[18]
- 2013년 4월 30일 : 퇴계원 ~ 진접간 도로 중 구 진관 나들목 ~ 임송 나들목(남양주시 진건읍 진관리 ~ 진접읍 내곡리) 1.9km 구간 확장 개통[19]
- 2014년 4월 30일 : 퇴계원 ~ 진접간 도로 중 임송 나들목 ~ 연평 나들목(남양주시 진접읍 내곡리 ~ 연평리) 3.7km 구간 확장 개통[20]
- 2015년 12월 15일 : 철원서면우회도로(철원군 서면 자등리) 6.9km 구간 개통, 기존 7.5km 구간 폐지[21]
- 2017년 12월 31일 : 퇴계원 ~ 진접간 도로 중 연평 나들목 ~ 장현 나들목(남양주시 진접읍 연평리) 3.0km 구간 확장 개통, 기존 남양주시 진접읍 내곡리 ~ 장현리 5.5km 구간 폐지[22]
- 2019년 8월 14일 : 남양주시 진접읍 내곡리 ~ 금곡리 7.7km 구간을 자동차 전용도로로 지정[23][24]
- 2019년 11월 25일 : 부평리 교차로(남양주시 진접읍 팔야리 ~ 부평리) 180m 구간 개선 완료[25]
- 2020년 12월 7일 : 진접 ~ 내촌간 도로(남양주시 진접읍 장현리 ~ 팔야리) 5.0km 구간 확장 개통[26]
- 2020년 12월 31일 : 진접 ~ 내촌간 도로(남양주시 진접읍 팔야리 ~ 포천시 내촌면 내리) 4.0km 구간 확장 개통[27]
- 2021년 1월 6일 : 진접 ~ 내촌간 도로 개통으로 인해 기존 남양주시 진접읍 장현리 ~ 팔야리 5.4km 구간 폐지[28]

## 주요 경유지
경기도
- 안산시 상록구 사사동 - 군포시 도마교동 - 안산시 상록구 건건동 - 군포시 (대야미동 · 부곡동 · 당동 · 금정동) - 안양시 동안구 호계동 - 의왕시 내손동 - 안양시 동안구 (평촌동 · 관양동) - 과천시 (갈현동 · 문원동 · 막계동 · 과천동)

서울특별시
- 서초구 (우면동 · 양재동) - 강남구 (개포동 · 일원동 · 대치동 · 삼성동 · 청담동) - 영동대교 - 광진구 (자양동 · 화양동 · 군자동 · 중곡동) - 중랑구 (면목동 · 상봉동 · 망우동 · 신내동 · 망우동 · 신내동)

경기도
- 구리시 (갈매동 · 사노동) - 남양주시 (진건읍 · 진접읍) - 포천시 내촌면 - 가평군 상면 - 포천시 (화현면 · 일동면 · 이동면)

강원특별자치도
- 철원군 (서면 · 김화읍)

## 노선
- (■): 자동차 전용도로 구간

### 경기도 (서울특별시이남 지역)

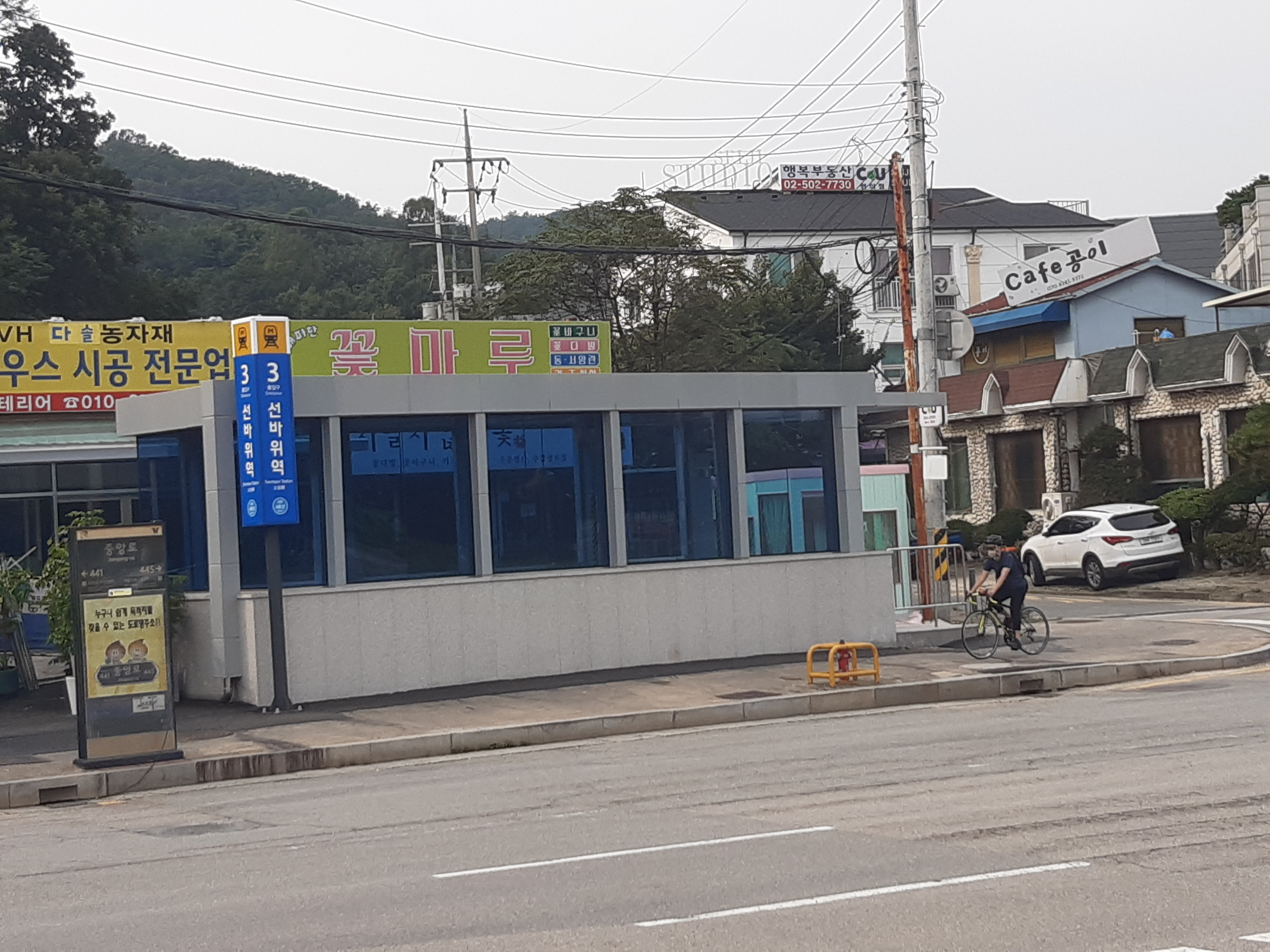
과천선 선바위역 부근에 있는 중앙로

| 이름                                      | 접속 노선                                     | 소재지                        | 소재지                                          | 비고                                                |
| ----------------------------------------- | --------------------------------------------- | ----------------------------- | ----------------------------------------------- | --------------------------------------------------- |
| 양촌 나들목                               | 국도 제39호선 (서해로) 국도 제42호선 (수인로) | 안산시                        | 상록구                                          |                                                     |
| 건건1교 건건2교                           |                                               | 안산시                        | 상록구                                          |                                                     |
| 송정지하차도                              | 송부로                                        | 안산시                        | 상록구                                          |                                                     |
| 송정지하차도                              | 송부로                                        | 군포시                        | 북서 : 대야동 남동 : 송부동                     |                                                     |
| 군포 나들목                               | 50호선 영동고속도로 건건로                    | 군포시                        | 북서 : 대야동 남동 : 송부동                     |                                                     |
| 대야미삼거리                              | 대야1로                                       | 군포시                        | 북서 : 대야동 남동 : 송부동                     |                                                     |
| 보건소사거리 (대야지하차도)               | 번영로                                        | 군포시                        | 군포동                                          | 남군포 나들목과 간접 연결 동군포 나들목과 간접 연결 |
| 삼성지하차도사거리 (삼성지하차도)         | 삼성로 복합물류로                             | 군포시                        | 군포동                                          |                                                     |
| 안양베네스트골프클럽앞삼거리              | 삼성로                                        | 군포시                        | 군포동                                          |                                                     |
| 용호사거리                                | 용호1로 용호2로                               | 군포시                        | 군포동                                          |                                                     |
| 군포초교사거리 (도래말지하차도)           | 고산로                                        | 군포시                        | 군포동                                          |                                                     |
| 군포초등학교                              |                                               | 군포시                        | 군포동                                          |                                                     |
| 당동우체국사거리                          | 당동로 봉성로                                 | 군포시                        | 군포동                                          |                                                     |
| 군포역 (군포역입구사거리) 군포1동주민센터 | 군포역1길 군포로529번길                       | 군포시                        | 군포동                                          |                                                     |
| 군포역전시장                              |                                               | 군포시                        | 군포동                                          |                                                     |
| 우리은행사거리                            | 산본로                                        | 군포시                        | 군포동                                          |                                                     |
| 당동지하차도                              | 공단로 농심로                                 | 군포시                        | 군포동                                          | 상행만 진출입 가능                                  |
| 당동지하차도                              | 공단로 농심로                                 | 군포시                        | 금정동                                          | 상행만 진출입 가능                                  |
| 금정고가차도                              | 군포로 번영로                                 | 군포시                        |                                                 |                                                     |
| 군포교                                    |                                               | 군포시                        |                                                 |                                                     |
| 안양시                                    | 동안구                                        |                               |                                                 |                                                     |
| 안양시                                    | 동안구                                        | 유통단지사거리 (호계고가차도) | 엘에스로                                        |                                                     |
| 안양시                                    | 동안구                                        | 호계사거리 (호계1동주민센터)  | 국도 제1호선 (경수대로)                         |                                                     |
| 안양시                                    | 동안구                                        | 덕고개사거리                  | 모락로 평촌대로                                 |                                                     |
| 안양시                                    | 동안구                                        | 계원대사거리                  | 관평로 계원대학로                               | 평촌 나들목과 연계                                  |
| 안양시                                    | 동안구                                        | 안양농수산물도매시장          | 내손로 신기대로                                 |                                                     |
| 안양시                                    | 동안구                                        | 민백사거리 (평촌지하차도)     | 귀인로 포일로                                   |                                                     |
| 안양시                                    | 동안구                                        | 벌말오거리                    | 시민대로 학의로                                 |                                                     |
| 안양시                                    | 동안구                                        | 인덕원교                      |                                                 |                                                     |
| 안양시                                    | 동안구                                        | 인덕원사거리 (인덕원역)       | 국가지원지방도 제57호선 (관악대로) (안양판교로) |                                                     |
| (갈현동부대앞)                            | 갈현로 벌말로 삼현로                          | 과천시                        | 갈현동                                          |                                                     |
| 갈현삼거리                                | 중앙로 찬우물로                               | 과천시                        | 갈현동                                          |                                                     |
| 과천 나들목                               | 지방도 제309호선 (봉담과천로) 코오롱로        | 과천시                        | 문원동                                          | 지방도 제309호선과 중복                             |
| (이름 없음)                               | 문원로                                        | 과천시                        | 문원동                                          | 지방도 제309호선과 중복 상행 진출입만 가능          |
| 대공원입구                                | 지방도 제309호선 (우면산로) 대공원대로        | 과천시                        | 과천동                                          | 지방도 제309호선과 중복                             |
| 관문사거리                                | 과천대로 중앙로                               | 과천시                        | 과천동                                          |                                                     |
| 선암삼거리 (선바위역)                     | 경마공원대로                                  | 과천시                        | 과천동                                          |                                                     |

기존 구간 (1996년 이전 노선)
- 과천시 관문사거리 - 남태령

### 서울특별시
| 이름                                                 | 접속 노선                                                  | 소재지     | 소재지                                           | 비고                           |
| ---------------------------------------------------- | ---------------------------------------------------------- | ---------- | ------------------------------------------------ | ------------------------------ |
| 선암 교차로                                          | 지방도 제309호선 (봉담과천로) (우면산로) 태봉로 강남순환로 | 서울특별시 | 서초구                                           |                                |
| 염곡 나들목 진입로                                   | 양재대로12길                                               | 서울특별시 | 서초구                                           |                                |
| 트럭터미널앞                                         | 매헌로                                                     | 서울특별시 | 서초구                                           |                                |
| 양재 나들목                                          | 1호선 경부고속도로                                         | 서울특별시 | 서초구                                           |                                |
| 염곡사거리                                           | 서울특별시도 제41호선 (강남대로) (헌릉로)                  | 서울특별시 | 서초구                                           |                                |
| 한국소비자원                                         |                                                            | 서울특별시 | 서초구                                           |                                |
| 구룡사앞 (구룡지하차도)                              | 논현로                                                     | 서울특별시 | 강남구                                           |                                |
| 구룡터널 교차로                                      | 분당내곡도시고속화도로 언주로                              | 서울특별시 | 강남구                                           |                                |
| 구룡마을입구                                         | 선릉로 양재대로16길                                        | 서울특별시 | 강남구                                           |                                |
| 개포3,4단지 교차로                                   | 삼성로                                                     | 서울특별시 | 강남구                                           |                                |
| 일원터널 교차로                                      | 국가지원지방도 제23호선 (양재대로) 광평로                  | 서울특별시 | 강남구                                           | 국가지원지방도 제23호선과 중복 |
| 공무원연금매점                                       | 영동대로3길 영동대로4길                                    | 서울특별시 | 강남구                                           | 국가지원지방도 제23호선과 중복 |
| 대모산입구역 (개원중학교)                            | 개포로                                                     | 서울특별시 | 강남구                                           | 국가지원지방도 제23호선과 중복 |
| 영동6교                                              |                                                            | 서울특별시 | 강남구                                           | 국가지원지방도 제23호선과 중복 |
| 학여울역 (SETEC)                                     | 남부순환로                                                 | 서울특별시 | 강남구                                           | 국가지원지방도 제23호선과 중복 |
| 대치우성아파트                                       | 도곡로                                                     | 서울특별시 | 강남구                                           | 국가지원지방도 제23호선과 중복 |
| 오뚜기                                               |                                                            | 서울특별시 | 강남구                                           | 국가지원지방도 제23호선과 중복 |
| 삼성역                                               | 테헤란로                                                   | 서울특별시 | 강남구                                           | 국가지원지방도 제23호선과 중복 |
| 코엑스 한국종합무역센터 (트레이드 타워) 한국전력공사 |                                                            | 서울특별시 | 강남구                                           | 국가지원지방도 제23호선과 중복 |
| 코엑스 교차로                                        | 봉은사로                                                   | 서울특별시 | 강남구                                           | 국가지원지방도 제23호선과 중복 |
| 경기고등학교앞 (청담역)                              | 학동로                                                     | 서울특별시 | 강남구                                           | 국가지원지방도 제23호선과 중복 |
| 영동대교 남단                                        | 도산대로 올림픽대로                                        | 서울특별시 | 강남구                                           | 국가지원지방도 제23호선과 중복 |
| 영동대교                                             |                                                            | 서울특별시 | 강남구                                           | 국가지원지방도 제23호선과 중복 |
| 광진구                                               |                                                            | 서울특별시 |                                                  | 국가지원지방도 제23호선과 중복 |
| 영동대교북단 나들목                                  | 강변북로 (국도 제46호선) (국가지원지방도 제23호선)         | 서울특별시 |                                                  | 국가지원지방도 제23호선과 중복 |
| 영동대교북단 교차로 (영동대교북단고가차도)           | 뚝섬로                                                     | 서울특별시 |                                                  |                                |
| 성수사거리                                           | 아차산로                                                   | 서울특별시 |                                                  |                                |
| 화양사거리                                           | 광나루로                                                   | 서울특별시 |                                                  |                                |
| 군자교 교차로 (군자교동측지하차도)                   | 국도 제3호선 (천호대로)                                    | 서울특별시 | 국도 제3호선과 중복                              |                                |
| 동곡삼거리                                           | 긴고랑로                                                   | 서울특별시 | 국도 제3호선과 중복                              |                                |
| 장평교 교차로                                        | 답십리로                                                   | 서울특별시 | 국도 제3호선과 중복                              |                                |
| 장평교 교차로                                        | 답십리로                                                   | 서울특별시 | 국도 제3호선과 중복                              | 중랑구                         |
| 면목교 교차로                                        | 면목천로                                                   | 서울특별시 | 국도 제3호선과 중복                              |                                |
| 장안교사거리                                         | 사가정로                                                   | 서울특별시 | 국도 제3호선과 중복                              |                                |
| 면목5동주민센터                                      |                                                            | 서울특별시 | 국도 제3호선과 중복                              |                                |
| 면목2동사거리                                        | 겸재로                                                     | 서울특별시 | 국도 제3호선과 중복                              |                                |
| 서울중목초등학교                                     |                                                            | 서울특별시 | 국도 제3호선과 중복                              |                                |
| 중랑전화국 교차로                                    | 봉우재로                                                   | 서울특별시 | 국도 제3호선과 중복                              |                                |
| 동1로지하차도 교차로                                 | 국도 제3호선 (동일로) 국도 제6호선 (망우로)                | 서울특별시 | 국도 제3호선과 중복 국도 제6호선과 중복          |                                |
| 상봉삼거리 (상봉역)                                  | 면목로                                                     | 서울특별시 | 국도 제6호선과 중복                              |                                |
| 상봉지하차도교차로                                   | 상봉중앙로                                                 | 서울특별시 | 국도 제6호선과 중복                              |                                |
| 망우역교차로                                         | 상봉로                                                     | 서울특별시 | 국도 제6호선과 중복                              |                                |
| 신내지하차도교차로                                   | 신내로                                                     | 서울특별시 | 국도 제6호선과 중복                              |                                |
| 망우사거리                                           | 국도 제6호선 (망우로) 서울특별시도 제71호선 (용마산로)     | 서울특별시 | 국도 제6호선과 중복 서울특별시도 제71호선과 중복 |                                |
| 능산지하차도                                         |                                                            | 서울특별시 | 서울특별시도 제71호선과 중복                     |                                |
| 서울신내초등학교                                     |                                                            | 서울특별시 | 서울특별시도 제71호선과 중복                     |                                |
| 능산삼거리                                           | 봉화산로                                                   | 서울특별시 | 서울특별시도 제71호선과 중복                     |                                |
| 신내역                                               |                                                            | 서울특별시 | 서울특별시도 제71호선과 중복                     |                                |
| 신내 나들목                                          | 북부간선도로                                               | 서울특별시 | 서울특별시도 제71호선과 중복                     |                                |
| 서울중랑경찰서                                       |                                                            | 서울특별시 |                                                  |                                |
| 새우개고개                                           | 신내역로                                                   | 서울특별시 |                                                  |                                |

기존 구간 (1996년 이전의 노선)
- 남태령 - 사당 나들목 - 사당역 - 성뒤마을 - 경남아파트 - 래미안아트힐 - 예술의전당 - 우면삼거리 - 서초 나들목 - 양재역 - 양재전화국 - 매봉역 - 매봉터널 교차로 - 도곡역 - 대치역 - 학여울역

### 경기도 (서울특별시이북 지역)
| 이름                                   | 접속 노선                                                       | 소재지                               | 소재지                                                                      | 비고                                                         |
| -------------------------------------- | --------------------------------------------------------------- | ------------------------------------ | --------------------------------------------------------------------------- | ------------------------------------------------------------ |
| 새우개고개                             | 갈매길                                                          | 구리시                               | 갈매동                                                                      |                                                              |
| (갈매더샵아파트)                       | 갈매순환로                                                      | 구리시                               | 갈매동                                                                      |                                                              |
| (이름 없음)                            | 산마루로 갈매길                                                 | 구리시                               | 갈매동                                                                      |                                                              |
| 갈매역                                 |                                                                 | 구리시                               | 갈매동                                                                      |                                                              |
| (담터)                                 | 담터길                                                          | 구리시                               | 갈매동                                                                      |                                                              |
| (갈매술막사거리)                       | 갈매순환로                                                      | 구리시                               | 갈매동                                                                      |                                                              |
| 갈매사거리                             | 경춘북로 금강로                                                 | 구리시                               | 갈매동                                                                      |                                                              |
| 갈매 나들목                            | 경춘북로 송산로                                                 | 구리시                               | 갈매동                                                                      |                                                              |
| 퇴계원 나들목                          | 100호선 수도권제1순환고속도로                                   | 구리시                               | 동구동                                                                      |                                                              |
| 사노 나들목                            | 국도 제43호선 국도 제46호선 (동구릉로)                          | 구리시                               | 동구동                                                                      | 국도 제43, 46호선과 중복                                     |
| 사노교                                 |                                                                 | 구리시                               | 동구동                                                                      | 국도 제43, 46호선과 중복                                     |
| 남양주시                               | 진건읍                                                          |                                      |                                                                             | 국도 제43, 46호선과 중복                                     |
| 남양주시                               | 진건읍                                                          | 진관 나들목                          | 국도 제46호선 (신경춘로)                                                    | 국도 제43, 46호선과 중복                                     |
| 남양주시                               | 진건읍                                                          | 구진관 나들목                        | 지방도 제383호선 (경춘북로)                                                 | 국도 제43호선과 중복                                         |
| 남양주시                               | 진건읍                                                          | 과선교 신월교                        |                                                                             | 국도 제43호선과 중복                                         |
| 남양주시                               | 진건읍                                                          | 신월 교차로 (신월IC교)               | 용신로 진관로562번길                                                        | 국도 제43호선과 중복                                         |
| 남양주시                               | 임송 나들목 (임송IC교)                                          | 국도 제43호선 (금강로)               | 진접읍                                                                      | 국도 제43호선과 중복                                         |
| 남양주시                               | 용정교                                                          |                                      | 진건읍                                                                      |                                                              |
| 남양주시                               | 용정교                                                          | 진접읍                               |                                                                             |                                                              |
| 남양주시                               | 연평IC 교차로 (연평IC교)                                        | 국가지원지방도 제98호선 (남가로)     |                                                                             |                                                              |
| 남양주시                               | 연평교 진건천교                                                 |                                      |                                                                             |                                                              |
| 남양주시                               | 장현IC 교차로 (장현고가교)                                      | 국가지원지방도 제86호선 (진건오남로) |                                                                             |                                                              |
| 남양주시                               | 금곡 교차로                                                     | 해밀예당3로                          |                                                                             |                                                              |
| 남양주시                               | 벌안교                                                          |                                      |                                                                             |                                                              |
| 남양주시                               | 부평1터널                                                       |                                      | 상행 연장 400m 하행 연장 410m                                               |                                                              |
| 남양주시                               | 부평2터널                                                       |                                      | 상행 연장 380m 하행 연장 365m                                               |                                                              |
| 남양주시                               | 부평 교차로 (신광교)                                            | 부평로48번길                         |                                                                             |                                                              |
| 남양주시                               | 광릉 교차로                                                     | 진벌로 팔야로                        | 상행 진입 불가 하행 진출 불가                                               |                                                              |
| 남양주시                               | 진벌천교                                                        |                                      |                                                                             |                                                              |
| 남양주시                               | 팔야터널                                                        |                                      | 상행 연장 440m 하행 연장 415m                                               |                                                              |
| 남양주시                               | 팔야 교차로 (팔야IC교)                                          | 국가지원지방도 제98호선 (금강로)     | 국가지원지방도 제98호선과 중복 상행 진출 불가 하행 진입 불가                |                                                              |
| 남양주시                               | 원팔야교                                                        |                                      | 국가지원지방도 제98호선과 중복                                              |                                                              |
| 매봉 교차로                            | 금강로2018번길                                                  | 포천시                               | 국가지원지방도 제98호선과 중복                                              | 내촌면                                                       |
| 광릉 교차로                            | 매봉길                                                          | 포천시                               | 국가지원지방도 제98호선과 중복                                              | 내촌면                                                       |
| 내촌 나들목                            | 400호선 수도권제2순환고속도로                                   | 포천시                               | 국가지원지방도 제98호선과 중복                                              | 내촌면                                                       |
| 내촌중 교차로                          | 내촌로                                                          | 포천시                               |                                                                             | 내촌면                                                       |
| 내촌IC 교차로 (내촌육교)               | 국도 제87호선 국가지원지방도 제98호선 지방도 제364호선 (포천로) | 포천시                               | 국가지원지방도 제98호선과 중복 지방도 제364호선과 중복                      | 내촌면                                                       |
| 내촌1교 내촌2교 기장1교                |                                                                 | 포천시                               | 지방도 제364호선과 중복                                                     | 내촌면                                                       |
| 기장대                                 | 내촌로                                                          | 포천시                               | 지방도 제364호선과 중복                                                     | 내촌면                                                       |
| 기장2교 기장3교                        |                                                                 | 포천시                               | 지방도 제364호선과 중복                                                     | 내촌면                                                       |
| 베어스타운                             |                                                                 | 포천시                               | 지방도 제364호선과 중복                                                     | 내촌면                                                       |
| 소학1리                                | 금강로2634번길                                                  | 포천시                               | 지방도 제364호선과 중복                                                     | 내촌면                                                       |
| 소학3리                                | 금강로2895번길                                                  | 포천시                               | 지방도 제364호선과 중복                                                     | 내촌면                                                       |
| 신효죽교 청담교                        |                                                                 | 포천시                               | 지방도 제364호선과 중복                                                     | 내촌면                                                       |
| 신팔2리                                | 금강로3029번길                                                  | 포천시                               | 지방도 제364호선과 중복                                                     | 내촌면                                                       |
| 청담마을입구                           | 금강로3029번길                                                  | 포천시                               | 지방도 제364호선과 중복                                                     | 내촌면                                                       |
| 서파검문소                             | 금강로3211번길                                                  | 포천시                               | 지방도 제364호선과 중복                                                     | 내촌면                                                       |
| 서파 교차로 (서파육교)                 | 국도 제37호선 국가지원지방도 제56호선 지방도 제364호선 (청군로) | 포천시                               | 지방도 제364호선과 중복 국도 제37호선과 중복 국가지원지방도 제56호선과 중복 | 내촌면                                                       |
| 봉수 교차로 (봉수육교)                 | 봉수로                                                          | 가평군                               | 상면                                                                        | 국도 제37호선과 중복 국가지원지방도 제56호선과 중복          |
| 운악 교차로 (운악교)                   | 화동로                                                          | 포천시                               | 화현면                                                                      | 국도 제37호선과 중복 국가지원지방도 제56호선과 중복          |
| 화현교                                 |                                                                 | 포천시                               | 화현면                                                                      | 국도 제37호선과 중복 국가지원지방도 제56호선과 중복          |
| 화현 교차로 (화현육교)                 | 화동로                                                          | 포천시                               | 화현면                                                                      | 국도 제37호선과 중복 국가지원지방도 제56호선과 중복          |
| 선촌 교차로                            |                                                                 | 포천시                               | 화현면                                                                      | 국도 제37호선과 중복 국가지원지방도 제56호선과 중복          |
| 일동 교차로 (일동IC교)                 | 국도 제37호선 (신영일로)                                        | 포천시                               | 일동면                                                                      | 국도 제37호선과 중복 국가지원지방도 제56호선과 중복          |
| 기산1교 기산2교 기산3교                |                                                                 | 포천시                               | 일동면                                                                      | 국가지원지방도 제56호선과 중복                               |
| 수입 교차로                            | 지방도 제387호선 (수입로)                                       | 포천시                               | 일동면                                                                      | 국가지원지방도 제56호선과 중복                               |
| 수입교 사직1교 사직2교 사직3교 사직4교 |                                                                 | 포천시                               | 일동면                                                                      | 국가지원지방도 제56호선과 중복                               |
| 연곡1교 연곡2교 연곡3교                |                                                                 | 포천시                               | 이동면                                                                      | 국가지원지방도 제56호선과 중복                               |
| 연곡 교차로                            | 화동로                                                          | 포천시                               | 이동면                                                                      | 국가지원지방도 제56호선과 중복                               |
| 장암1교 장암2교                        |                                                                 | 포천시                               | 이동면                                                                      | 국가지원지방도 제56호선과 중복                               |
| 이동터널                               |                                                                 | 포천시                               | 이동면                                                                      | 국가지원지방도 제56호선과 중복 상행 연장 275m 하행 연장 320m |
| 장암3교                                |                                                                 | 포천시                               | 이동면                                                                      | 국가지원지방도 제56호선과 중복                               |
| 이동 교차로                            | 국가지원지방도 제78호선 (여우고개로)                            | 포천시                               | 이동면                                                                      | 국가지원지방도 제56호선과 중복                               |
| 도평1교 도평2교                        |                                                                 | 포천시                               | 이동면                                                                      | 국가지원지방도 제56호선과 중복                               |
| 도평 교차로 (도평3교)                  | 지방도 제372호선 (화동로)                                       | 포천시                               | 이동면                                                                      | 국가지원지방도 제56호선과 중복                               |
| 일단고개                               |                                                                 | 포천시                               | 이동면                                                                      | 국가지원지방도 제56호선과 중복                               |
| 자등현 (자등고개)                      |                                                                 | 포천시                               | 이동면                                                                      | 국가지원지방도 제56호선과 중복                               |

기존 구간 (1997년 이전의 노선)

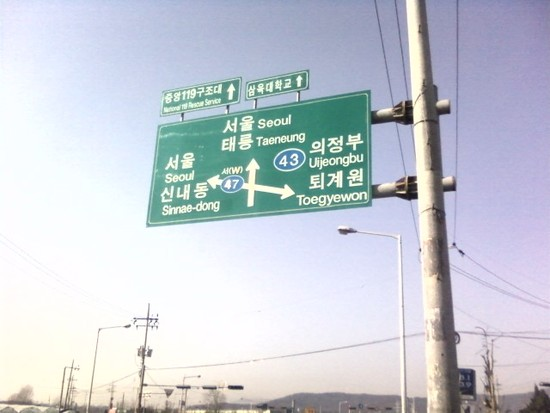
갈매사거리

- 퇴계원면 구간 (사노 나들목 - 퇴계원사거리 - 퇴계원초등학교 - 퇴계원고등학교 - 뱅이고개삼거리 - 임송삼거리; 현재의 동구릉로, 퇴계원로)
- 내곡5리 (전도치마을) 구간 (현재의 금강로843번길)
- 내각리 구간 (내각리입구 - 풍양초교 - 내각농협 - 내각사거리; 현재의 내각1로)
- 장현리 구간 (장현리입구 - 봉현마을 - 장현초등학교 - 금곡리교차로; 현재의 장현로)

기존 구간 (2017년 이전의 노선)
- 임송 나들목 - 임송 삼거리 - 내곡 나들목 - 전도치마을 - 영서마을 - 내곡 교차로 - 내각리입구 - 내각교 - 내각사거리 - 장현리입구 - 장현사거리

기존 구간 (2020년 이전의 노선)
- 장현사거리 - 봉현교 - 금곡리교차로 - 장승교차로 - 부평2육교 - 부평IC교 -부평2교

### 강원특별자치도
| 이름                                                    | 접속 노선                                         | 소재지 | 소재지 | 비고                                          |
| ------------------------------------------------------- | ------------------------------------------------- | ------ | ------ | --------------------------------------------- |
| 자등현 (자등고개)                                       |                                                   | 철원군 | 서면   | 국가지원지방도 제56호선과 중복                |
| 장명교                                                  |                                                   | 철원군 | 서면   | 국가지원지방도 제56호선과 중복                |
| 장명 교차로                                             | 자등로                                            | 철원군 | 서면   | 국가지원지방도 제56호선과 중복 하행 진출 불가 |
| 장명육교 상해교                                         |                                                   | 철원군 | 서면   | 국가지원지방도 제56호선과 중복                |
| 음지 교차로 (음지교)                                    | 자등로                                            | 철원군 | 서면   | 국가지원지방도 제56호선과 중복                |
| 양지교                                                  |                                                   | 철원군 | 서면   | 국가지원지방도 제56호선과 중복                |
| 신술 교차로                                             | 국가지원지방도 제56호선 지방도 제463호선 (태봉로) | 철원군 | 서면   | 국가지원지방도 제56호선과 중복                |
| 자등육교                                                |                                                   | 철원군 | 서면   |                                               |
| 자등 교차로                                             | 자등로                                            | 철원군 | 서면   |                                               |
| 송동1교 송동2교                                         |                                                   | 철원군 | 서면   |                                               |
| (와수로터리)                                            | 와수로                                            | 철원군 | 서면   |                                               |
| 와수시외버스터미널                                      |                                                   | 철원군 | 서면   |                                               |
| (이름 없음)                                             | 와수1로                                           | 철원군 | 서면   |                                               |
| 김화중학교 김화공업고등학교 김화고등학교 김화여자중학교 |                                                   | 철원군 | 서면   |                                               |
| 학포교                                                  |                                                   | 철원군 | 서면   |                                               |
| 김화읍                                                  |                                                   | 철원군 |        |                                               |
| 김화 교차로                                             | 국도 제43호선 (호국로)                            | 철원군 |        |                                               |

## 도로명
경기도(남부)
- 안산시 상록구 양촌 나들목 ~ 군포 나들목 이전 : 서해로
- 군포시 대야동 군포 나들목 ~ 금정동 금정고가차도 : 군포로
- 군포시 금정동 금정고가차도 ~ 안양시 동안구 인덕원사거리 : 흥안대로
- 안양시 동안구 인덕원사거리 ~ 과천시 과천동 관문사거리 : 과천대로
- 과천시 과천동 관문사거리 ~ 서울특별시 서초구 선암 나들목 : 중앙로

서울특별시
- 서초구 선암 나들목 ~ 강남구 일원터널 교차로 : 양재대로
- 강남구 일원터널 교차로 ~ 영동대교 : 영동대로
- 광진구 영동대교 ~ 중랑구 동1로지하차도 교차로 : 동일로
- 중랑구 동1로지하차도 교차로 ~ 망우사거리 : 망우로
- 중랑구 망우사거리 ~ 신내 나들목 : 용마산로

경기도(북부)
- 서울특별시 중랑구 신내 나들목 ~ 구리시 갈매 교차로 : 경춘북로
- 구리시 갈매동 갈매 교차로 ~ 포천시 이동면 자등현 : 금강로

강원특별자치도
- 철원군 서면 자등현 ~ 와수리 : 금강로
- 철원군 서면 와수리 ~ 김화읍 김화 교차로 : 김화로

## 자동차 전용도로 구간
아래 구간은 국토교통부에서 지정한 자동차 전용도로 구간이므로 보행자, 자전거 등은 통행할 수 없다. 이륜자동차 (모터사이클 혹은 오토바이)는 긴급자동차 (싸이카 및 소방용 모터사이클 등)에 한해 통행이 가능하며, 그 밖의 이륜자동차와 경운기, 우마차, 트랙터, 손수레는 통행할 수 없다.
| 도로명               | 시점                          | 종점                          | 총연장 (km) | 차로수 | 지정일          |
| -------------------- | ----------------------------- | ----------------------------- | ----------- | ------ | --------------- |
| 퇴계원 ~ 진접간 도로 | 경기도 남양주시 진접읍 내곡리 | 경기도 남양주시 진접읍 금곡리 | 7.7         | 4      | 2019년 8월 14일 |

## 기타

### 왕숙천 단층
남양주시 진접읍에서 철원군 서면까지 국도 제47호선은 북북동-남남서 주향 왕숙천 단층의 선형과 일치한다. 

### 포우토반
국도 제47호선 중 포천시 내촌면 신팔리 서파검문소에서 일동면 사직리까지 약 20 km 구간은 직선 구간에 통행량이 적고 단속 카메라도 없어 오토바이가 시속 150~250 km으로 과속하는 일이 잦다. 때문에 이 구간을 포천시와 아우토반을 합성해 '포천 아우토반' 또는 포우토반이라 일컫는다. 2024년 8월에는 오토바이 운전자가 포우토반에서 최고 시속 237 km로 과속한 영상을 유튜브에 업로드했다가 포천경찰서 경찰의 추적으로 형사 입건되었다.